# Шокинг Блу
Шокинг Блу (Shocking Blue) е нидерландска рок група. Основана е през 1967 година в Хага и се разпада през 1974 година. Най-големият им успех е песента „Venus“, която през февруари 1970 година достига първо място в класацията Билборд Хот 100.

## Членове на групата
Групата започва в първоначален състав:
- Роби ван Лювен (китара, цитра и беквокали)
- Фред де Вилде (вокали, 1967 – 1968)
- Клаасе ван дер Вал (бас китара, 1967 – 1972)
- Кор ван дер Бийк (барабани)

По-късно в групата идват:
- Маришка Верес (вокали, 1968 – 1974)
- Лео ван де Кетери (китара, 1970 – 1971)
- Мартин ван Вийк (китара, 1973 – 1974)
- Хенк Симтскамп (бас китара, 1972 – 1974)

## История
Групата е създадена през 1967 от Роби ван Лювен. Първият им хит става „Lucy Brown is Back in Town“. След като Маришка Верес започва да пее, Шокинг Блу записват песента „Venus“, която достига номер едно в класацията Billboard Hot 100 през февруари 1970 година. Сред другите хитове на групата се нареждат „Send Me a Postcard“, както и „Long and Lonesome Road“. Песните на Шокинг Блу се пускат доста често по холандските радиостанции.
След „Venus“ сред по-известните песен можем да споменем „Mighty Joe“ от 1969 и „Never Marry a Railroad Man“ от 1970. По-късните песни като „Hello Darkness“, „Shocking You“, „Blossom Lady“, „Out of Sight, Out of Mind“, „Inkpot“, „Rock in the Sea“, „Eve and the Apple“, „Oh Lord“ са сравнително успешни в Европа, Латинска Америка и Азия, но не успяват да пробият в американските класации.
През 1974 година Маришка Верес напуска групата, за да започне соло кариера. Синглите и „Take Me High“ (1975) и „Lovin' You“ (1976) така и не стават популярни извън Холандия, Германия и Белгия.

## Дискография

### Албуми
- 1968 Shocking Blue (1968 album)
- 1969 At Home
- 1970 Scorpio's Dance
- 1971 Third Album
- 1972 Inkpot
- 1972 Live in Japan
- 1972 Attila
- 1972 Eve and the Apple
- 1973 Dream on Dreamer
- 1973 Ham
- 1974 Good Times

### Сингли
- 1967 „Love is in The Air“ / „What You Gonna Do“
- 1968 „Lucy Brown is Back in Town“ / „Fix Your Hair Darling“
- 1968 „Send Me a Postcard“ / „Harley Davidson“
- 1969 „Long and Lonesome Road“ / „Fireball of Love“
- 1969 „Venus“ / „Hot Sand“
- 1969 „Mighty Joe“ / „Wild Wind“
- 1969 „Scorpio's Dance“ / „Sally Was a Good Old Girl“
- 1970 „Never Marry a Railroad Man“ / „Roll Engine Roll“
- 1970 „Hello Darkness“ / „Pickin' Tomatoes“
- 1971 „Shocking You“ / „Waterloo“
- 1971 „Serenade“ / „Sleepless at Midnight“
- 1971 „Blossom Lady“ / „Is This a Dream“
- 1971 „Out of Sight, Out of Mind“ / „I Like You“
- 1972 „Inkpot“ / „Give My Love to The Sunrise“
- 1972 „Rock in the Sea“ / „Broken Heart“
- 1972 „Eve and the Apple“ / „When I was a Girl“
- 1973 „Let Me Carry Your Bag“ / „I Saw You in June“
- 1973 „Oh Lord“ / „In My Time of Dying“
- 1974 „This America“ / „I Won't be Lonely Long“
- 1974 „Dream on Dreamer“ / „Where The Pick-Nick Was“
- 1974 „Good Times“ / „Come My Way“
- 1975 „Gonna Sing My Song“ / „Get It On“
- 1980 „Louise“ / „Venus“
- 1986 „The Jury and The Judge“ / „I am Hanging on to Love“
- 1994 „Body and Soul“ / „Angel“

### Компилации
LP-та
- 1969 Sensational Shocking Blue
- 1971 Hello Darkness
- 1972 The Shocking Blue Perfect Collection
- 1972 The Best of Shocking Blue
- 1973 Shocking Blue's Best
- 1973 With love from... Shocking Blue
- 1978 The Shocking Blue Double Deluxe
- 1980 Venus
- 1981 The Shocking Blue Greatest Hits
- 1986 Best of Shocking Blue
- 1986 Classics

CD-та
- 1986 The Best of Shocking Blue
- 1990 The Very Best of Shocking Blue
- 1990 Shocking Blue 20 Greatest Hits
- 1994 A Portrait of Shocking Blue
- 1995 Shocking Blue The Golden Hits
- 1997 Singles A's and B's
- 1997 Shocking Blue Grand Collection
- 1998 Shocking You
- 2000 Shocking Blue Golden Collection 2000
- 2000 All Gold Of The World Shocking Blue
- 2004 Shocking Blue Greatest Hits

### DVD-та
- 2004 Greatest Hits Around The World